# Landesausstellung Sachsen-Anhalt
Der Titel Landesausstellung Sachsen-Anhalt wird vom Land Sachsen-Anhalt für besonders bedeutende Ausstellungsprojekte verliehen.
Folgende Landesausstellungen fanden bisher statt:
- Landesausstellung Sachsen-Anhalt 1998, Kraftwerk Vockerode, „Mittendrin“
- Landesausstellung Sachsen-Anhalt 2001, Kulturhistorisches Museum Magdeburg, „Otto der Große, Magdeburg und Europa“, zugleich 27. Ausstellung des Europarates
- Landesausstellung Sachsen-Anhalt 2002, Universität Halle, „EMPORIUM. 500 Jahre Universität Halle-Wittenberg“
- Landesausstellung Sachsen-Anhalt 2003, Schloss Oranienbaum, „Huis van Oranje. Wiedererweckung eines anhaltischen Fürstenschlosses, Oranische Bildnisse aus fünf Jahrhunderten“
- Landesausstellung Sachsen-Anhalt 2005, Landesmuseum für Vorgeschichte Halle, „Der geschmiedete Himmel – Die weite Welt im Herzen Europas vor 3600 Jahren“
- Landesausstellung Sachsen-Anhalt 2006, Kulturhistorisches Museum Magdeburg, „Heiliges Römisches Reich Deutscher Nation. Von Otto dem Großen bis zum Ausgang des Mittelalters“, zugleich 29. Ausstellung des Europarates
- Landesausstellung Sachsen-Anhalt 2008, Landesmuseum für Vorgeschichte Halle/Saale, „Fundsache Luther“
- Landesausstellung Sachsen-Anhalt 2009, Kulturhistorisches Museum Magdeburg, „Aufbruch in die Gotik“
- Landesausstellung Sachsen-Anhalt 2011, Domfreiheit und Bürgerstadt Naumburg/Saale, „Der Naumburger Meister – Bildhauer und Architekt im Europa der Kathedralen“
- Landesausstellung Sachsen-Anhalt 2011, Landesmuseum für Vorgeschichte Halle/Saale, „Pompeji – Nola – Herculaneum. Katastrophen am Vesuv“
- Landesausstellung Sachsen-Anhalt 2012, Kulturhistorisches Museum Magdeburg, „Otto der Große und das Römische Reich“
- Landesausstellung Sachsen-Anhalt 2015, Wittenberg, Wörlitz und Dessau, „Cranach der Jüngere“